# Sirgianes
Sirgianes (em grego: Συργιάννης; romaniz.: Syrgiannes; em turco: Sïčğan; romaniz.: Sytzigan; "rato"; m. antes de 1321) foi um oficial bizantino de origem cumana dos séculos XIII-XIV; especula-se que a família Sirgianes seja de ascendência mongol. Durante sua vida pública foi nomeado nobilíssimo, grande estratopedarca e grande doméstico. Casou-se com Eugênia Paleóloga Cantacuzena, filha de João Comneno Ângelo Cantacuzeno e sua esposa Irene Comnena Paleóloga, e com ela teve dois filhos o mega-duque Sirgianes Paleólogo e Teodora Sirgianina que se casou com Guido de Lusignan, o futuro rei da Cilícia armênia como Constantino II.